# 長山こほ
長山 こほ（ながやま こほ、1598年または1599年 - 1677年9月13日（延宝5年8月17日））は、江戸時代前期の日本の女性。

## 略歴
父は加賀藩前田家の家臣・長山道直、母は加賀国金沢の石浦城主・山本若狭守の娘。実弟の長山直政を養子とした。
江戸幕府3代将軍・徳川家光の時代に御広敷で奉公して次第に取り立てられ、桂昌院（5代将軍徳川綱吉の生母）に仕える。徳川綱吉が誕生してからは「御局御乳之人」の格式で奉公した。
延宝5年8月17日（1677年9月13日）に病死。享年80。

## 系譜

### 家族・親族
- 父：道直[1]
- 母：加賀国金沢の石浦城主・山本若狭守の娘[1]
- 弟・養子：直政[1]